# Райнгард Кінаст
Райнгард Кінаст (нім. Reinhard Kienast, нар. 2 вересня 1959, Відень) — австрійський футболіст, що грав на позиції півзахисника.
Відомий насамперед виступами за клуб «Рапід» (Відень), у складі якого — чотириразовий чемпіон Австрії та чотириразовий володар Кубка Австрії. Грав за національну збірну Австрії.
Брат іншого футболіста «Рапіда» Вольфганга Кінаста та дядько гравця збірної Австрії 2000-х Романа Кінаста.

## Клубна кар'єра
У дорослому футболі дебютував 1978 року виступами за команду клубу «Рапід» (Відень), в якій провів чотирнадцять сезонів, взявши участь у 393 матчах чемпіонату.  Більшість часу, проведеного у складі віденського «Рапіда», був основним гравцем команди. За цей час чотири рази виборював титул чемпіона Австрії.
Завершив професійну ігрову кар'єру у нижчоліговому «Фаворитнері», за команду якого виступав протягом 1992—1993 років.

## Виступи за збірну
1983 року дебютував в офіційних матчах у складі національної збірної Австрії. Протягом кар'єри у національній команді, яка тривала 5 років, провів у формі головної команди країни 13 матчів, забивши 3 голи.

## Титули і досягнення
- Чемпіон Австрії (4):

«Рапід» (Відень): 1981–82, 1982–83, 1986–87, 1987–88
- Володар Кубка Австрії (4):

«Рапід» (Відень): 1982–83, 1983–84, 1984–85, 1986–87
- Володар Суперкубка Австрії (3):

«Рапід» (Відень): 1986, 1987, 1988